# 香港的童軍與女童軍活動
香港的童軍活動起源於1909年的基督少年軍。有紀錄顯示不列顛童軍與女童軍總會與密友童軍也曾在香港活動。隨後，聖若瑟書院於1913年建立自己的童軍團，並於1914年登記在英國童軍總會之下，成為香港第1旅。1915年，香港成立了英國童軍總會香港分部，也就是香港童軍總會的前身。
目前香港的童軍與女童軍活動由下列童軍組織管理：
- 香港女童軍總會，世界女童軍總會會員；
- 香港童軍總會，世界童軍運動組織會員。

截至2008年，香港童軍總會共有96,682名童軍，香港女童軍總會則有55,145名成員。

## 香港的國際童軍活動單位
- 目前香港境內擁有美國的幼童軍與童軍團，直接隸屬於美國童軍的直接服務（英语：American_Scouting_overseas#Direct_Service）分支童軍會[3]。
- 美國女童軍有數個隸屬於海外美國女童軍總部的女童軍團[4]。
- 香港境內也有加拿大童軍的童軍團[5][6]。